# Puoitakajaure
Puoitakajaure är en sjö i Gällivare kommun i Lappland och ingår i Kalixälvens huvudavrinningsområde. Sjön har en area på 0,21 kvadratkilometer och ligger 449 meter över havet. Puoitakajaure ligger i Kaitum fjällurskog Natura 2000-område.

## Delavrinningsområde
Puoitakajaure ingår i det delavrinningsområde (751162-169621) som SMHI kallar för Utloppet av Ripakkajärvi. Medelhöjden är 453 meter över havet och ytan är 9,92 kvadratkilometer. Det finns inga avrinningsområden uppströms utan avrinningsområdet är högsta punkten. Vattendraget som avvattnar avrinningsområdet har biflödesordning 4, vilket innebär att vattnet flödar genom totalt 4 vattendrag innan det når havet efter 339 kilometer. Avrinningsområdet består mestadels av skog (23 procent) och sankmarker (67 procent). Avrinningsområdet har 0,99 kvadratkilometer vattenytor vilket ger det en sjöprocent på 10 procent.